# Aeolostoma
Aeolostoma es un género de polillas de la subfamilia Tortricinae, familia Tortricidae.

## Especies
- Aeolostoma melanostoecha Diakonoff, 1953
- Aeolostoma orophila Diakonoff, 1953
- Aeolostoma scutiferana (Meyrick, 1881)